# Almindelig bøg
Almindelig bøg (Fagus sylvatica) eller blot bøg er et op til 40 meter højt, løvfældende træ med en tæt, bredt hvælvet krone. Frø og blade indeholder det giftige alkaloid fagain. Løvet er langsomt nedbrydeligt og danner morr på sur bund. Træet kan normalt blive 250 år gammelt. Danmarks officielt højeste bøgetræ er von Langens Bøg (44,5 meter) i Dyrehaven nord for København.
Bøgetræet fik i løbet af romantikken status som dansk nationaltræ (i modsætning til egen, der opfattedes som enevældens træ) og indgik også i den danske nationalsang. Bøgen kom til at stå for det brede folk (og folkestyret), fordi den endnu i slutningen af 1800-tallet udgjorde mere end halvdelen af det danske skovareal, hvilket blev afspejlet af nationalromantikkens malere og digtere .

## Beskrivelse
Almindelig bøg er et stort, løvfældende træ med en tæt krone, som er bredt hvælvet. Stammen er tydeligt gennemgående til toppen. Barken er først brun og blank. Senere bliver den grå og glat. Knopperne er spredte, udspærrede, lange og spidse. Bladene er læderagtige og ovale med hel og bølget rand. Oversiden er blankt mørkegrøn, mens undersiden er lysegrøn. Høstfarven er rødbrun. Bøgen blomstrer kort efter løvspring tidligt i maj. Træet blomstrer først fra 40-50 års alderen, og selv da ikke hvert år. Hanlige og hunlige blomster sidder i adskilte, ikke særligt synlige rakler. Frugterne er trekantede nødder, som sidder i piggede skåle med tre klapper. Frøene er nemme at opbevare spirer villigt, hvis altså frøene er blevet bestøvet.
Rodnettet er meget højtliggende, og det er tæt forgrenet med mange, fine rødder.
Højde x bredde og årlig tilvækst: 35 x 20 m (50 x 30 cm/år). Målene kan anvendes ved udplantning.

## Voksested
Bøg findes overalt i det vestlige Europa, hvor den indgår i blandede løvskove på næringsrig, veldrænet og kalkrig bund. I Danmark findes den i næsten alle større løvskove, f.eks. i Hareskoven nordvest for København. Det er dog sjældent på Læsø, Anholt og i dele af Nordjylland.

## Anvendelse
Den kan anvendes spredt i læplantninger, i den indre del af vildtplantninger og skovbryn. Bøg angribes af voksklædte stammelus.
Bøgen sætter med års mellemrum store mængder af frø (bog), der gerne ædes både af fugle og pattedyr. Hjortevildt æder skud af unge bøge. Ved jævnlig (gentagne) beskæringer tåles beskæring i hele levetiden. Bøgen er ikke egnet nær kysterne i Vest- og Nordjylland. Unge planter tåler ikke frost.
Bøgen er et af vore danske nationalttræer og er et vigtigt skovtræ, men bruges også til klippede hække imellem haver.
- Almindelig bøg - Fagus sylvatica
- Fagus sylvatica pendula.
- Den umodne frugt
- Fagus sylvatica laciniata.
- Fagus sylvatica cuprea.